# Giuseppe Montesano
Pour les articles homonymes, voir Montesano (homonymes).
Giuseppe Montesano est un écrivain italien né à Naples en 1959.

## Biographie
Diplômé en Lettres, il vit à Sant'Arpino et enseigne la philosophie au lycée "Cartesio" (Descartes) de Giugliano.
Il est romancier, mais aussi critique littéraire et traducteur. Il a édité avec Giovanni Raboni les œuvres de Charles Baudelaire dans la collection « I Meridiani ». Il a également consacré au poète français un « roman critique », Il ribelle in guanti rosa.
Fin observateur de la réalité, ses articles paraissent dans Il Messaggero, Il Mattino, les revues Diario et Lo Straniero.
Il a remporté le prix Napoli avec A capofitto et le prix Viareggio avec Di questa vita menzognera (« Cette vie mensongère »).

## Œuvres traduites en français
- Dans le corps de Naples, [«  Nel corpo di Napoli »], trad. de Serge Quadruppani, Paris, Éditions Métailié, 2001, 238 p.  (ISBN 2-86424-416-0)
- Cette vie mensongère, [« Di questa vita menzognera »], trad. de Serge Quadruppani, Paris, Éditions Métailié, 2005, 209 p.  (ISBN 2-86424-554-X)[1]
- Comment devenir vivant - Manuel pour lecteurs sauvages, [«Come diventare vivi. Vademecum per lettori selvaggi »], trad. de Clément Van Melckebeke, Paris, Éditions Atlantiques déchaînés, 2022

## Source
- (it) Cet article est partiellement ou en totalité issu de l’article de Wikipédia en italien intitulé « Giuseppe Montesano » (voir la liste des auteurs).